# Kiżucz
Kiżucz (Oncorhynchus kisutch) – gatunek ryby z rodziny łososiowatych (Salmonidae).

## Występowanie
Występuje w Pacyfiku i jego zlewisku, głównie u wybrzeży Ameryki Północnej od Alaski do Kalifornii. Po stronie azjatyckiej rzadko spotykany od Anadyru do Hokkaido.
W Polsce introdukowany w 1859 roku, bez powodzenia.

## Opis
Uzyskuje długość przeciętnie 70 (maksymalnie 108) cm i masę ciała do 15 kg.